# Western Open

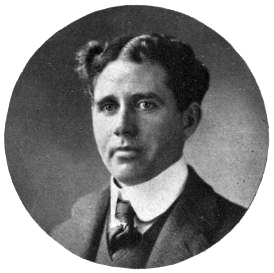
Willie Smith, 1ste winnaar

Het Western Open is het een na oudste golftoernooi in de Verenigde Staten.  Het US Open begon in (1895). Alleen het Brits Open begon nog eerder, in 1860. Sinds 1930 wordt er ook een Women's Western Open gespeeld.
Het Western Open voor heren werd opgericht door de Westers Golf Association. De eerste editie was in 1899. Deze werd na een play-off tegen Laurie Auchterlonie gewonnen door Willie Smith, die er 50 dollas mee verdiende. Hij won dat jaar ook het US Open op de Baltimore Country Club met elf slagen voorsprong won. De eerste winnaars van het Western Open waren uit het Verenigd Koninkrijk.
Tot 1961 werd het toernooi in verschillende staten gespeeld, maar vanaf 1962 werd het gespeeld in de buurt van Chicago. Van 1974-1990 werd het alleen op de Butler National Golf Club in Oak Brook georgaqniseerd.  In 1990 besloot de PGA dat er geen toernooien meer zouden worden gespeeld op clubs waar minderheden en vrouwen geen lid mochten worden, waarna het toernooi verhuisde naar de Cog Hill Golf & Country Club in Lemont, ook in Illinois. Tot 2006 werd het toernooi daar op de Dubsdread baan gespeeld. De laatste winnaar, Trevor Immelman, verdiende 900.000 dollar. Harry Cooper was in 1934 de laatste Brit die het toernooi won.
In 2006 werd het toernooi vervangen door het BMW Kampioenschap, niet te verwarren met het BMW International Open van de Europese PGA Tour. Het BMW Kampioenschap maakt deel uit van de FedEx Cup en er mogen geen amateurs in meespelen.

## Winnaars
| - 1899: Willie Smith - 1900: niet gespeeld - 1901: Laurie Auchterlonie - 1902: Willie Anderson - 1903: Alex Smith - 1904: Willie Anderson - 1905: ??? Arthur Smith - 1906: Alex Smith - 1907: ??? Robert Simpson - 1908: Willie Anderson - 1909: Willie Anderson - 1910: Chick Evans (Am) - 1911: ??? Robert Simpson - 1912: Macdonald Smith - 1913: John McDermott - 1914: Jim Barnes - 1915: Tom McNamara - 1916: Walter Hagen - 1917: Jim Barnes - 1918: niet gespeeld - 1919: Jim Barnes - 1920: Jock Hutchison - 1921: Walter Hagen - 1922: Mike Brady - 1923: Jock Hutchison - 1924: Bill Mehlhorn - 1925: Macdonald Smith - 1926: Walter Hagen - 1927: Walter Hagen | - 1928: Abe Espinosa - 1929: Tommy Armour - 1930: Gene Sarazen - 1931: Ed Dudley - 1932: Walter Hagen - 1933: Macdonald Smith - 1934: Harry Cooper - 1935: Johnny Revolta - 1936: Ralph Guldahl - 1937: Ralph Guldahl - 1938: Ralph Guldahl - 1939: Byron Nelson - 1940: Jimmy Demaret - 1941: Ed Oliver - 1942: Herman Barron - 1943: niet gespeeld - 1944: niet gespeeld - 1945: niet gespeeld - 1946: Ben Hogan - 1947: Johnny Palmer - 1948: Ben Hogan - 1949: Sam Snead - 1950: Sam Snead - 1951: Marty Furgol - 1952: Lloyd Mangrum - 1953: Dutch Harrison - 1954: Lloyd Mangrum - 1955: Doug Ford - 1956: Mike Fetchick | - 1957: Dough Ford - 1958: Doug Sanders - 1959: Mike SOuchak - 1960: Stan Leonard - 1961: Arnold Palmer - 1962: Jacky Cupit - 1963: Arnold Palmer - 1964: Chi-Chi Rodríguez - 1965: Billy Casper - 1966: Billy Casper - 1967: Jack Nicklaus - 1968: Jack Nicklaus - 1969: Billy Casper - 1970: Hugh Royer Jr - 1971: Bruce Crampton - 1972: Jim Jamieson - 1973: Billy Casper - 1974: Tom Watson - 1975: Hale Irwin - 1976: Al Geiberger - 1977: Tom Watson - 1978: Andy Bean - 1979: Larry Nelson - 1980: Scott Simpson - 1981: Ed Fiori - 1982: Tom Weiskopf - 1983: Mark McCumber - 1984: Tom Watson - 1985: Scott Verplank (Am) - 1986: Tom Kite | Beatrice Western Open - 1987: D. A. Weibring - 1988: Jim Benepe - 1989: Mark McCumber Centel Western Open - 1990: Wayne Levi - 1991: Russ Cochran - 1992: Ben Crenshaw Sprint Western Open - 1993 Nick Price - Zimbabwe Motorola Western Open - 1994: Nick Price - 1995: Billy Mayfair - 1996: Steve Stricker - 1997: Tiger Woods - 1998: Joe Durant - 1999: Tiger Woods Advil Western Open - 2000: Robert Allenby - 2001: Scott Hoch - 2002: Jerry Kelly 100th Western Open presented by Golf Digest - 2003: Tiger Woods Cialis Western Open - 2004: - Stephen Ames - 2005: Jim Furyk - 2006: Trevor Immelman |